# Herbert Traxl
Herbert Traxl (* 2. Dezember 1940 in Wien) ist ein ehemaliger österreichischer Diplomat.

## Leben
Herbert Traxl studierte bis 1963 Rechtswissenschaft an der Universität Wien. 1965 absolvierte er sein Gerichtsjahr. 1973 trat er in den auswärtigen Dienst. Am 26. April 1983 wurde er zum Botschafter in Addis Abeba ernannt, wo er vom 16. Mai 1983 bis 3. August 1988 akkreditiert war. Von 1988 bis 1990 war er Botschafter in Teheran.
Von 1991 bis 1995 leitete er die Österreichische Entwicklungszusammenarbeit. 1998 bis 2002 war er Botschafter in Neu-Delhi und war bei den Regierungen von Bangladesch, Bhutan, Malediven, Nepal und Sri Lanka als Botschafter akkreditiert. Von 2002 bis 2005 war er Botschafter in Bangkok, Thailand und war ab 25. März 2003 bei der Regierung von Myanmar akkreditiert. An der Diplomatischen Akademie Wien hat er einen Lehrauftrag.
Herbert Traxl ist verheiratet und hat ein Kind.

## Auszeichnungen
- 2006: Großes Silbernes Ehrenzeichen für Verdienste um die Republik Österreich[2]